# الفقرة (الفقراء أولاد عامر)
الفقرة هي إحدى مشيخات المملكة المغربية، تتبع جغرافيا لإقليم برشيد وإداريًا لالفقراء أولاد عامر. يقدر عدد سكانها بـ 13685 نسمة حسب الإحصاء الرسمي للسكان والسكنى لسنة 2004.